# Comuna Horojanka, Monastîrîska
Horojanka (în ucraineană Горожанка) este o comună în raionul Monastîrîska, regiunea Ternopil, Ucraina, formată din satele Horojanka (reședința) și Sadjivka.

## Demografie
Componența lingvistică a comunei Horojanka
     Ucraineană (99,82%)
     Alte limbi (0,18%)
Conform recensământului din 2001, majoritatea populației comunei Horojanka era vorbitoare de ucraineană (99,82%), existând în minoritate și vorbitori de alte limbi.